# Millay
Millay est une commune française située dans le département de la Nièvre, en région Bourgogne-Franche-Comté.
Ses habitants sont appelés les Millayçois et les Millayçoises.

## Géographie

Millay se trouve à 10 km au N-NE de Luzy.

Millay se situe dans le Morvan, dans le sud-est du département de la Nièvre à 30 km au sud-ouest d'Autun et au sud de Château-Chinon ; la commune fait partie du parc naturel régional du Morvan. Le finage de Millay est en partie boisé. L'agriculture est importante, dominée par l'élevage bovin d'embouche.

### Hydrographie
De nombreux ruisseaux dont la rivière La Roche (anciennement dénommée la Séglise) descendent du Morvan et alimentent la rivière Alène, affluente de l'Aron, donc sous-affluent de la Loire.

### Villages, hameaux, lieux-dits, écarts
NB : La liste qui suit n'est pas exhaustive.
- Anguy (le Moulin d')
- Chevrette
- Le Grand Marié
- Le Petit Marié
- La Garde
- La Creuse
- La Creusille
- La Croix du Marché
- La Mère Moineau
- Le Bois de Velle
- Les Beureaux
- Les Crevats
- Les Dreuillots
- Les Vernes
- Rechigy

### Climat
Pour des articles plus généraux, voir Climat de la Bourgogne-Franche-Comté et Climat de la Nièvre.
En 2010, le climat de la commune est de type climat océanique dégradé des plaines du Centre et du Nord, selon une étude du Centre national de la recherche scientifique s'appuyant sur une série de données couvrant la période 1971-2000. En 2020, Météo-France publie une typologie des climats de la France métropolitaine dans laquelle la commune est exposée à un climat océanique altéré et est dans la région climatique  Centre et contreforts nord du Massif Central, caractérisée par un air sec en été et un bon ensoleillement. 
Pour la période 1971-2000, la température annuelle moyenne est de 10,4 °C, avec une amplitude thermique annuelle de 16,4 °C. Le cumul annuel moyen de précipitations est de 1 023 mm, avec 12,4 jours de précipitations en janvier et 7,9 jours en juillet. Pour la période 1991-2020, la température moyenne annuelle observée sur la station météorologique de Météo-France la plus proche, « Avrée », sur la commune d'Avrée à 10 km à vol d'oiseau, est de 11,7 °C et le cumul annuel moyen de précipitations est de 884,8 mm. 
La température maximale relevée sur cette station est de 40,5 °C, atteinte le 24 juillet 2019 ; la température minimale est de −13,9 °C, atteinte le 7 février 2012,,. 
Les paramètres climatiques de la commune ont été estimés pour le milieu du siècle (2041-2070) selon différents scénarios d'émission de gaz à effet de serre à partir des nouvelles projections climatiques de référence DRIAS-2020. Ils sont consultables sur un site dédié publié par Météo-France en novembre 2022.

## Urbanisme

### Typologie
Au 1er janvier 2024, Millay est catégorisée commune rurale à habitat très dispersé, selon la nouvelle grille communale de densité à sept niveaux définie par l'Insee en 2022.
Elle est située hors unité urbaine et hors attraction des villes,.

### Occupation des sols
L'occupation des sols de la commune, telle qu'elle ressort de la base de données européenne d’occupation biophysique des sols Corine Land Cover (CLC), est marquée par l'importance des territoires agricoles (89,9 % en 2018), une proportion identique à celle de 1990 (89,9 %). La répartition détaillée en 2018 est la suivante : prairies (71,7 %), zones agricoles hétérogènes (18,2 %), forêts (10,1 %). L'évolution de l’occupation des sols de la commune et de ses infrastructures peut être observée sur les différentes représentations cartographiques du territoire : la carte de Cassini (XVIIIe siècle), la carte d'état-major (1820-1866) et les cartes ou photos aériennes de l'IGN pour la période actuelle (1950 à aujourd'hui).

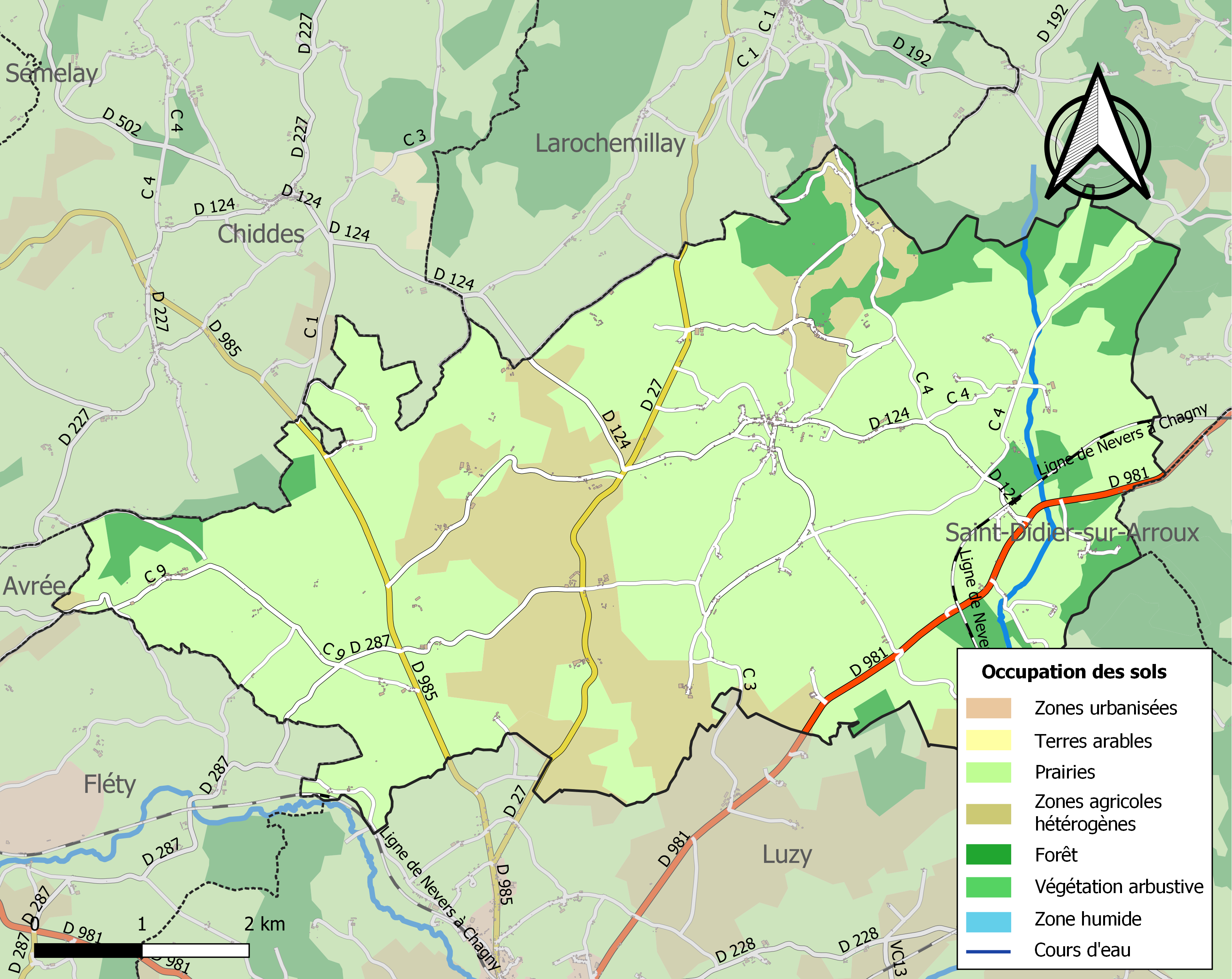
Carte des infrastructures et de l'occupation des sols de la commune en 2018 (CLC).

## Histoire

### Époque gallo-romaine
Des ruines gallo-romaines attestent l'ancienneté de la présence humaine à Millay où a pu se dérouler la bataille de Jules César contre les Helvètes en 58 av. J.-C.
Deux thèses s'affrontent concernant le lieu de cette bataille. L'une d'elles situe cette bataille à l'ouest de la commune (Rechigy). Une pierre, « La Pierre à Mort », garderait la teinte rouge du sang des victimes (en fait de l'oxyde de fer).

### Moyen Âge et Ancien Régime
Fief ecclésiastique de la prieure de Marcigny-sur-Loire du XIe au XVIIIe siècle, Millay est cédé en 1619 au baron de Larochemillay. De cette époque date le développement de la culture du sarrasin. Malgré la dureté de la vie et les disettes, la population vit assez convenablement de la terre.

### XIXesiècleet début duXXesiècle
La Révolution et l'Empire atteignent peu le pays, qui connaît en fait son véritable essor économique sous les règnes de Louis-Philippe Ier et de Napoléon III. De nombreux ponts et routes témoignent de cette période prospère.
La ligne de chemin de fer de Nevers à Chagny passe par Luzy, Millay et Saint-Didier-sur-Arroux à partir de 1867, ce qui permet l'ouverture d'une gare au sud de la commune. Une seconde voie est ouverte en 1878. La gare est fermée au cours de la seconde moitié du XXe siècle.
Puisant dans les forces vives de la région, la Première Guerre mondiale constitue le premier frein sérieux au renouveau économique, tandis que l'exode rural achève d'affaiblir le pays pendant l'entre-deux-guerres.

### Seconde Guerre mondiale
Sous l'occupation allemande, le maire de Millay Pierre de Laplanche est très présent sur sa commune en particulier pendant la période de juin 1940 à août 1940, où il écrit des notes (15 pages) qui sont présentes aux archives départementales de la Nièvre et qui retranscrivent la vie que la population des petits villages du sud Morvan subissait à cette période. Pierre de Laplanche exige des autorités allemandes qu’elles payent les frais de séjour et le montant des réquisitions et des vivres pris sur les fermes de la commune de Millay. Les Allemands sont étonnés de cette attitude et refusent d'abord de payer ces indemnités. Devant l'insistance du maire, ils consentent à effectuer certains paiements. Le maire de Millay est très vite perçu comme un rebelle qui ne plie pas aux ordres des troupes d'occupation. Le 15 août 1940, Pierre de Laplanche est arrêté pour résistance passive à l'occupant et emprisonné à la kommandantur de Larochemillay. Les Allemands exigent pour sa libération qu'un nouveau maire soit nommé. Le conseil municipal choisit un nouveau maire et Pierre de Laplanche est relâché, mais il a été très éprouvé par son arrestation et son incarcération. Il meurt en mars 1942.
Après la Seconde Guerre mondiale, la commune réussit sa reconversion agricole et modernise sa pratique de l'élevage charolais, tirant ainsi profit de la qualité des prairies locales.

### Fin duXXesiècle
La commune de Millay a réalisé en 1993, la première chaufferie communale au bois de la région Bourgogne-Franche-Comté qui chauffe 3 800 m2 de bâtiments dont une maison de retraite. Ce sont les agriculteurs locaux qui approvisionnent la chaufferie en plaquettes forestières.

## Politique et administration
| Période | Période | Identité                      | Étiquette | Qualité              |
| --- | ------- | ----------------------------- | --------- | -------------------- |
| 2014 | 2025    | Christian Pouchelet           |           | Agriculteur retraité |
| 2008 | 2014    | Philippe Coujard de Laplanche |           | Informaticien        |
| 1993 | 2008    | Jean-Louis Thibaudin          |           | Agriculteur          |
| 1947 | 1993    | Bernard Coujard de Laplanche  |           |                      |
| 1945 | 1947    | Jean Dejoux                   |           |                      |
| 1942 | 1945    | Louis Dureuil                 |           |                      |
| 1908 | 1942    | Pierre Coujard de Laplanche   |           |                      |
| 1900 | 1908    | Jacques Thiraud               |           |                      |
| 1885 | 1900    | Jules Perrot                  |           |                      |
| 1878 | 1885    | Maurice Coujard de Laplanche  |           |                      |
| 1876 | 1878    | Arthur Epinat                 |           |                      |
| 1855 | 1876    | Henry Coujard de Laplanche    |           | Conseiller général   |
| 1840 | 1855    | Jean Baptiste Epinat          |           |                      |
| 1834 | 1840    | Henry Coujard de Laplanche    |           |                      |
| 1831 | 1834    | Denis Coujard de Laplanche    |           |                      |
| 1824 | 1831    | Charles Cousson               |           |                      |
| 1808 | 1824    | François Coujard de Laplanche |           |                      |
| 1801 | 1808    | Chargére du Breuil            |           |                      |

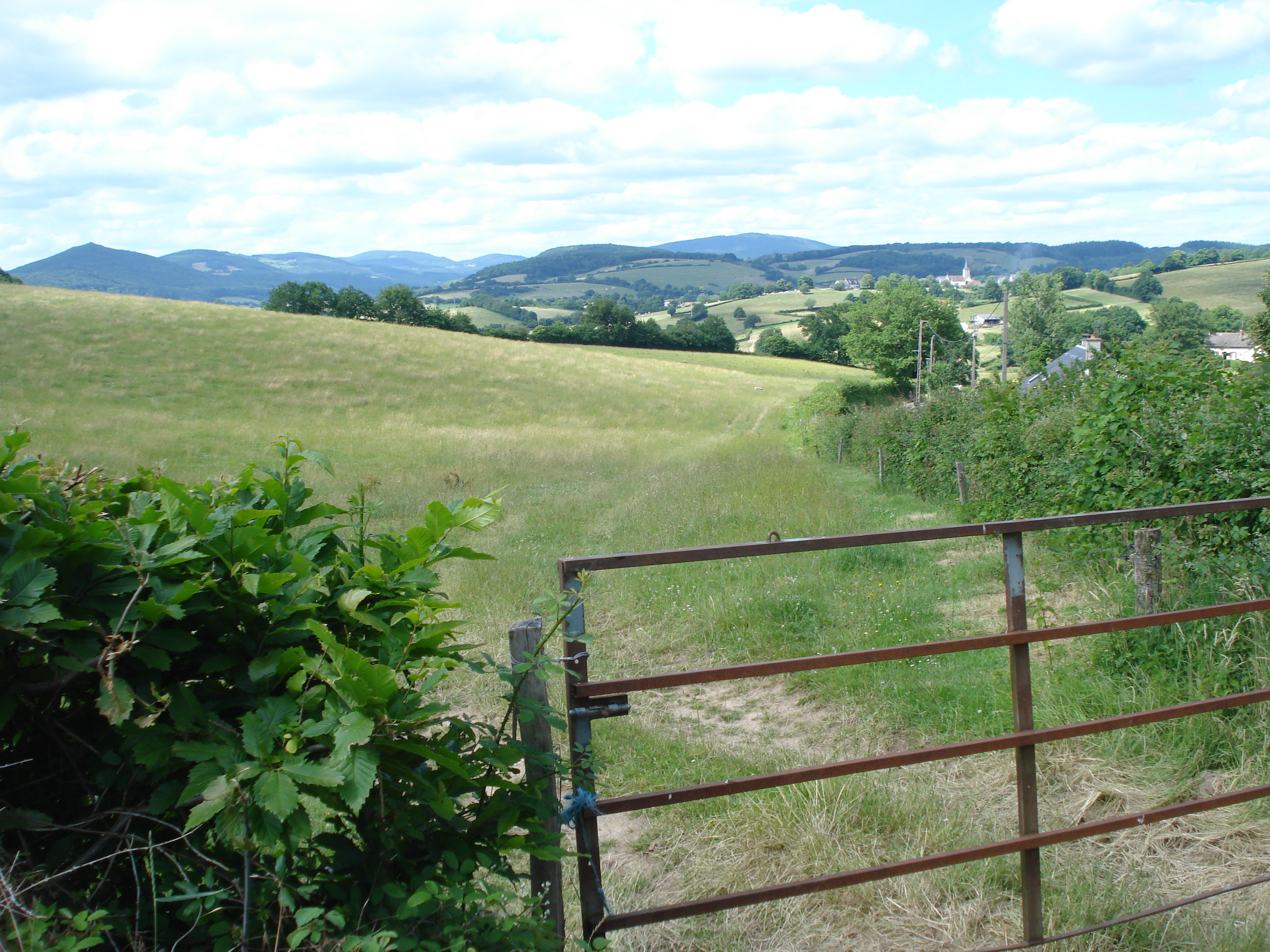
Le Haut-Morvan et Millay, vue du sud.

| Les données manquantes sont à compléter. Les données antérieures à 1995 sont reconstituées à partir des données d'état civil de la commune sur GenNièvre. Les années sont les années relevées sur les actes. |         |                               |           |                      |

## Démographie
L'évolution du nombre d'habitants est connue à travers les recensements de la population effectués dans la commune depuis 1793. Pour les communes de moins de 10 000 habitants, une enquête de recensement portant sur toute la population est réalisée tous les cinq ans, les populations de référence des années intermédiaires étant quant à elles estimées par interpolation ou extrapolation. Pour la commune, le premier recensement exhaustif entrant dans le cadre du nouveau dispositif a été réalisé en 2007.

En 2022, la commune comptait 439 habitants, en évolution de −1,79 % par rapport à 2016 (Nièvre : −3,28 %, France hors Mayotte : +2,11 %).
| 1793 | 1800 | 1806 | 1821 | 1831  | 1836  | 1841  | 1846  | 1851  |
| ---- | ---- | ---- | ---- | ----- | ----- | ----- | ----- | ----- |
| 986  | 876  | 721  | 900  | 1 000 | 1 133 | 1 131 | 1 200 | 1 175 |

| 1856  | 1861  | 1866  | 1872  | 1876  | 1881  | 1886  | 1891  | 1896  |
| ----- | ----- | ----- | ----- | ----- | ----- | ----- | ----- | ----- |
| 1 217 | 1 148 | 1 140 | 1 218 | 1 391 | 1 506 | 1 557 | 1 633 | 1 654 |

| 1901  | 1906  | 1911  | 1921  | 1926  | 1931  | 1936  | 1946 | 1954 |
| ----- | ----- | ----- | ----- | ----- | ----- | ----- | ---- | ---- |
| 1 562 | 1 506 | 1 504 | 1 308 | 1 172 | 1 087 | 1 052 | 962  | 945  |

| 1962 | 1968 | 1975 | 1982 | 1990 | 1999 | 2006 | 2007 | 2012 |
| ---- | ---- | ---- | ---- | ---- | ---- | ---- | ---- | ---- |
| 838  | 776  | 674  | 627  | 557  | 490  | 454  | 448  | 453  |

| 2017 | 2022 | - | - | - | - | - | - | - |
| ---- | ---- | - | - | - | - | - | - | - |
| 446  | 439  | - | - | - | - | - | - | - |

## Économie

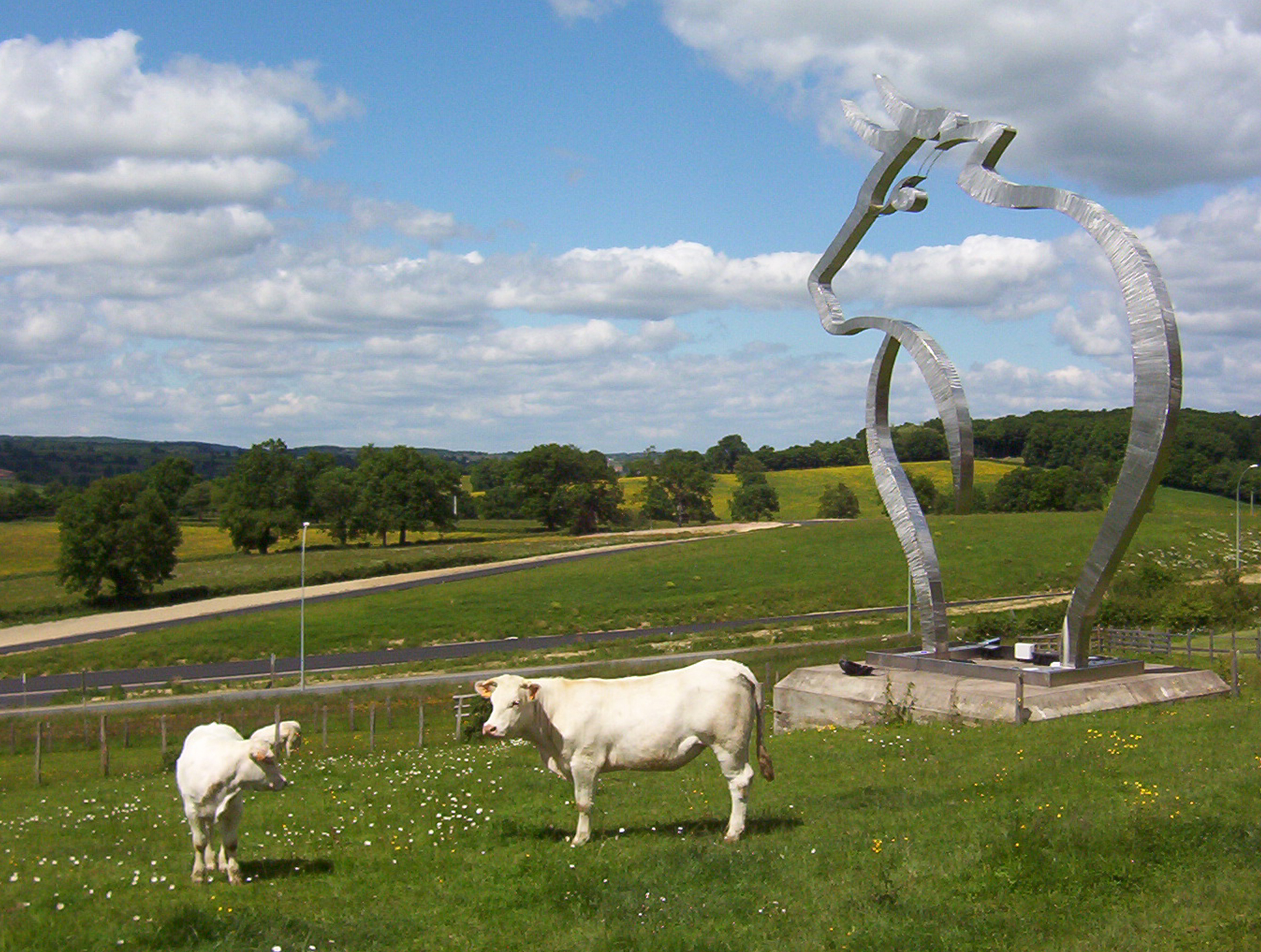
Vaches de race charolaise.

L'agriculture, avec en particulier l'élevage bovin de la race charolaise (mais aussi l'élevage ovin qui reprend de la vigueur), reste le pilier de l'économie locale.
Autre activité très importante de la commune, son Ehpad (Ehpad Bernard de Laplanche) qui compte 24 résidents et 19 collaborateurs.
La commune compte 2 restaurants, une poste, une MAM (Maison d'Assistants Maternels destinée à l'accueil de jeunes enfants) et une école (maternelle et primaire) très active

## Culture locale et patrimoine

### Lieux et monuments
- Église Saint-Maurice, église paroissiale du XIe siècle - XIIe siècle, édifice orienté de plan en croix latine à absides et absidioles circulaires, avec son clocher sur la croisée du transept. Beau chœur à contrefort du XIIe siècle. Le patronage de la cure fut donné par le roi de France à la prieure de Marcigny-sur-Loire. Elle a subi des travaux qui ont respecté son antériorité[20]. Couverte en tuile canal. Ouverte tous les jours[21].
- Château de Magny.
- Monument aux morts, sculpture du Poilu victorieux d'Eugène Bénet[22].
- Bâtiment de la gare, patrimoine du XXe siècle[14].

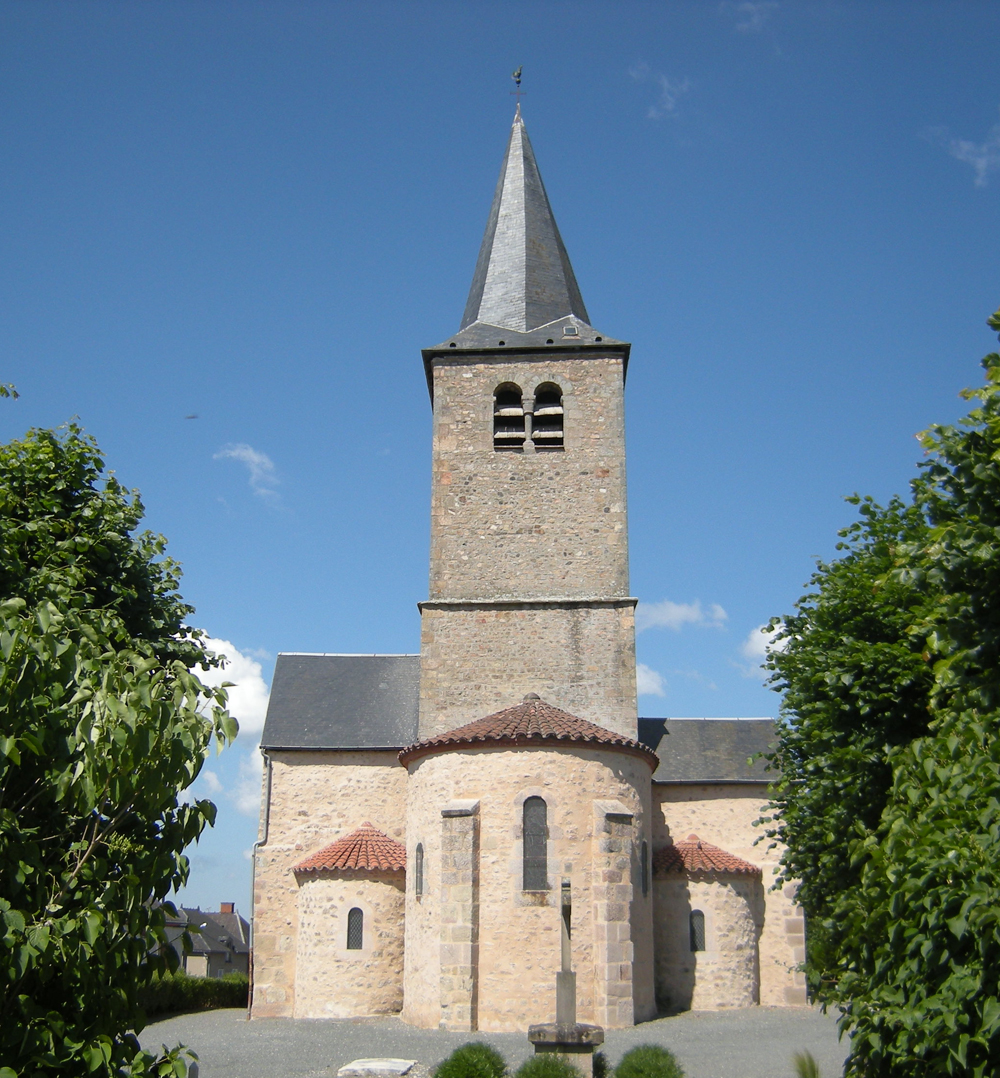
Vue de l'église rénovée en 2003.
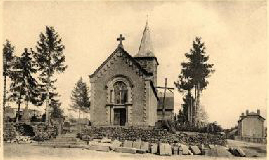
L'église de Millay en 1900.
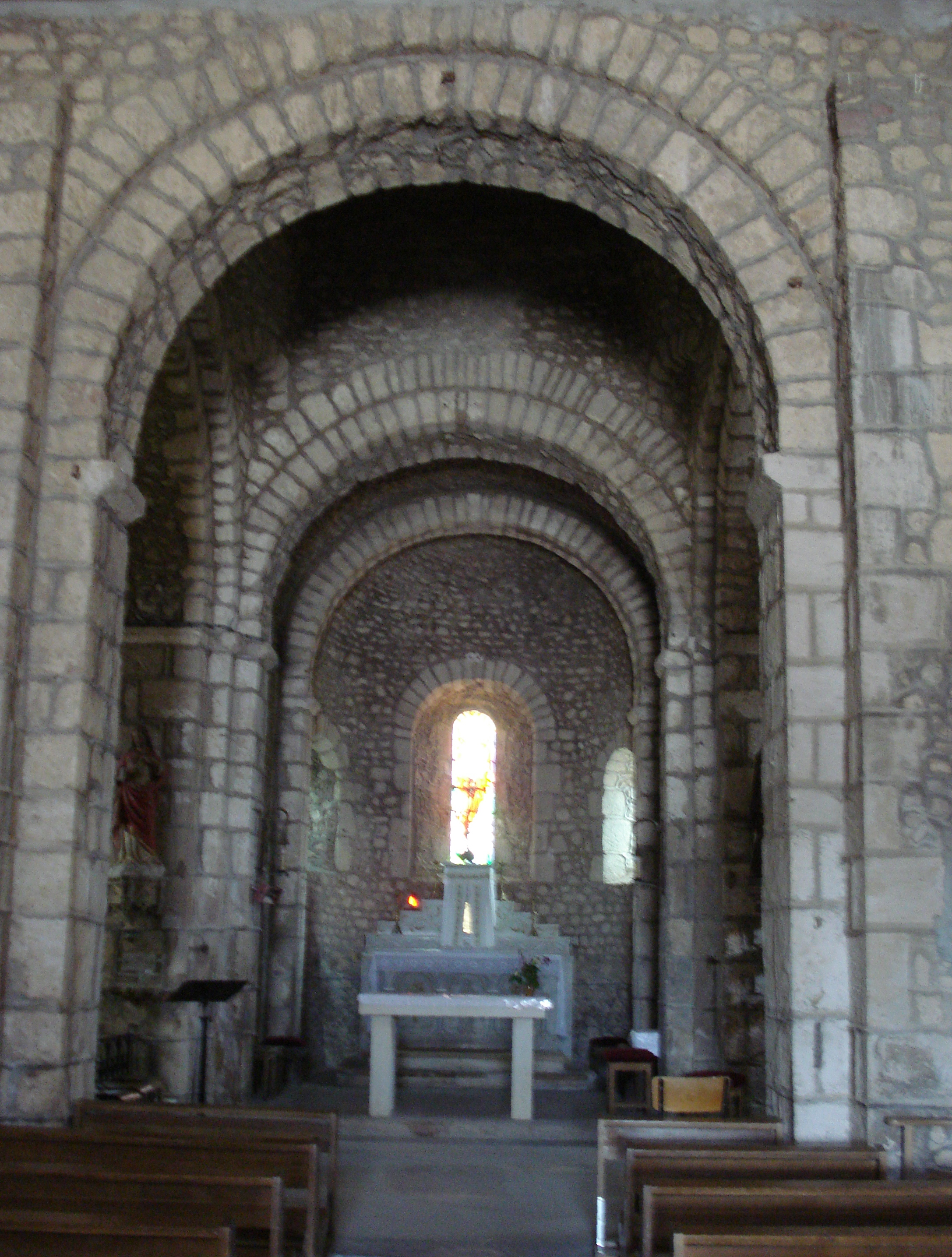
Intérieur de l'église.
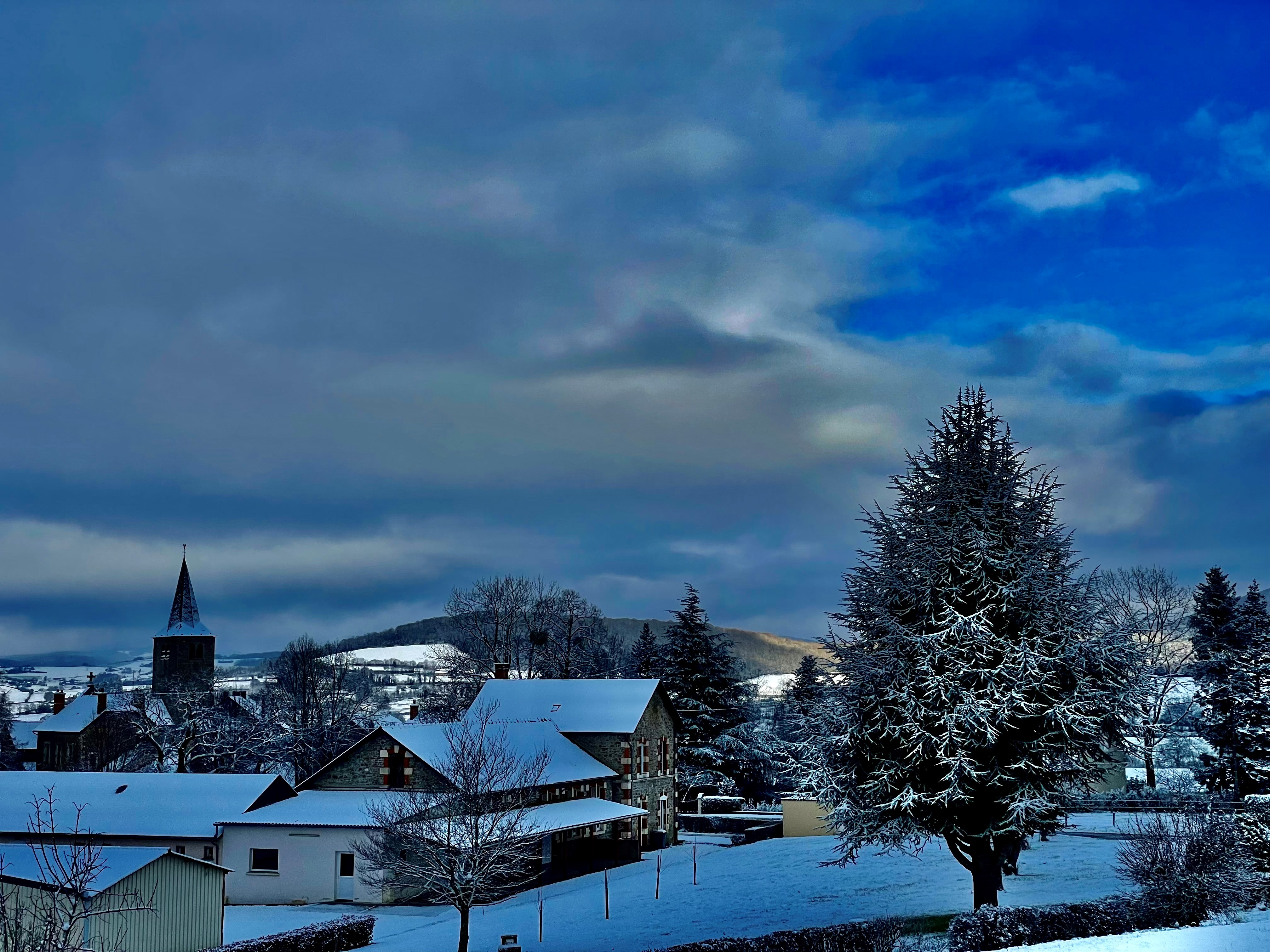
Millay un jour d'hiver, vu depuis l'Ehpad.

### Personnalités liées à la commune
- Fernand Anginieur (1868-1914), militaire et explorateur, passe son enfance au château de Magny ;
- Jean d'Escrienne (1922-2014), aide de camp du général de Gaulle ;
- L'aïeule de Dominique de Villepin résidait à Millay où elle l'accueillait régulièrement ;
- La seconde femme de Jacques Chaban-Delmas, cousine germaine de Dominique de Villepin, résidait à Millay.

### Héraldique
| Blason de Millay | Blason  | Tiercé en pairle renversé : au 1er d'or à une feuille de chêne de sinople posée en bande, au 2e de sinople à une tête de vache d'argent, au 3e de gueules à une croix de saint Maurice d'argent . |
| Blason de Millay | Détails | Adopté en janvier 2020. |